# Hypostrymon asa
Hypostrymon asa is een vlinder uit de familie van de Lycaenidae. De wetenschappelijke naam van de soort werd als Thecla asa in 1868 gepubliceerd door William Chapman Hewitson.